# Phi Tong Luang
Mlabri (Yumbri, Mabri, Mlabrai, Phi Tong Luang), lovačko-sakupljačko pleme iz šire skupine Khmu, porodice Mon-Khmer nastanjeni u Tajlandu uz granicu s Laosom u provincijama Phayao, Nan, Phrae, Utaradit, Phitsanuloke i Loey, te u Laosu u provinciji Xaignabouli. Mlabri ili Mlabrai, koji tako sami sebe zovu, u raznoj literaturi najpoznatiji su pod imenom 'Phi Tong Luang', što znači 'duhovi žitog lišća' (Spirits of the Yellow Leaves; misli se na lišće banane, kojim su pokrivali svoje privremene šumske kolibice). Mlabri su nomadsko pleme, organizirani po malenim bandama koje lutaju šumama u potrazi za hranom.
Među Mlabrima razlikuju se jezično dvije grupe, oni u Laosu (24 duše, 1985.), koji su gotovo nestali, a živjeli su u distriktu Phiang (provincija Xaignabouli), i druga skupina u Tajlandu, kojih ima oko 300, a poznati su i kao Yumbri. Ne smiju se brkati s plemenom Kha Tong Luang koji pripadaju široj jezičnoj skupini Viet-Muong i govore jezikom aheu, također porodice Mon-Khmer.

## Vanjske poveznice
- Mlabri: A language of Thailand
- Mlabri or Phi Tong Luang  (Spirit of yellow leaves)  Arhivirana inačica izvorne stranice od 1. svibnja 2008. (Wayback Machine)
- Slika  Arhivirana inačica izvorne stranice od 1. svibnja 2021. (Wayback Machine)